# Бульвар Дмитра Донського (станція метро)
55°34′11″ пн. ш. 37°34′34″ сх. д. / 55.56972° пн. ш. 37.57611° сх. д.

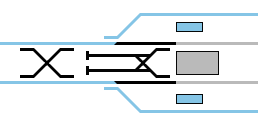
Схема колійного розвитку станції «Бульвар Дмитра Донського»

«Бульвар Дмитра Донського» (рос. Бульвар Дмитрия Донского) — 164-а станція Московського метрополітену, кінцева Серпуховсько-Тимірязівської лінії. Відкрита 26 грудня 2002 в ході продовження лінії на один перегін від станції «Анніно». Названа по бульвару, на якому розташована.
Перша станція Московського метрополітену, побудована за межами МКАД.

## Технічна характеристика
Конструкція станції — колонна трипрогінна мілкого закладення (глибина закладення — 10 м).
Побудована за спеціальним проектом з уніфікованих конструкцій.
Основна особливість станційного комплексу полягає в тому, що в його центрі розташована станція Серпуховсько-Тимірязівської лінії, а з боків — підземні платформи станції «Вулиця Старокачаловська» Бутовської лінії.
В основі архітектурного проекту станційного комплексу лежить ідея розміщення платформної частини і обох вестибюлів під одним дахом. Входячи в один з вестибюлів, можна бачити протилежний. Загальна довжина простору що проглядається становить понад 200 м.
Конструкція станції досить традиційна: в станційному залі розташовані два ряди колон, встановлених на відстані 6 м один від одного. Водночас, композиція станції має цікаву особливість — над коліями розміщені пішохідні галереї, що дозволяє розподілити потоки пасажирів, які прямують на пересадку.

## Вестибюлі й пересадки
Виходи по підземних переходах на бульвар Дмитра Донського, вулиці Старокачаловська і Знаменські садки.
Станція розташована в центральній частині району Північне Бутово, на перетині однойменного бульвару з вулицею Гріна з одного боку і з вулицями Старокачаловська і Знаменські садки — з іншого.
Станція має два підземні вестибюлі. Вони розташовані в торцях платформи і об'єднані з підземними переходами. Сходи пересадного вузла, зміщені до північного вестибюля, ділять платформу на дві нерівні частини. Південний вестибюль — об'єднаний, звідси можна потрапити як на станцію «Бульвар Дмитра Донського», так і на обидві платформи станції «Вулиця Старокачаловська» Бутовської лінії, а також здійснити пересадку з однієї лінії на іншу.
Вихід зі станції і пересадка на платформи легкого метро здійснюються широкими сходовими маршами. З поверхнею станція пов'язана десятьма сходами, розташованими по двох сторонах проїжджої частини та зеленої зони бульвару Дмитра Донського. Всі сходові марші забезпечені павільйонами з легких конструкцій із суцільним склінням. Такі ж приміщення передбачені в пішохідних переходах, для чого їх ширина збільшена з 6 до 12 м.

### Пересадки
- Метростанцію  «вулиця Старокачаловська»;
- Автобуси: е91, 18, с53, 94, 108, 146, 213, 523, 737, 813, с916, 948, 967, 1004, н8

## Колійний розвиток
Станція з колійним розвитком — 6 стрілочних переводів, перехресний з'їзд, 2 станційні колії для обороту та відстою рухомого складу і 2 колії для відстою рухомого складу, що сполучені з Бутовською лінією.
У межах станції також розташовано колійний розвиток станції «Вулиця Старокачаловська» — 6 стрілочних переводів, перехресний з'їзд, 2 станційні колії для обороту та відстою рухомого складу та 2 з'їзди на Серпуховсько-Тимірязівську лінію.

## Оздоблення
Колійні стіни і стіни другого поверху оздоблені білим мармуром «коєлга» і чорним гранітом «Відродження». Цоколь колон здоблено гранітом «Відродження», а їх верхня частина — білими плитами мармуру «каррара», що мають вертикальну смугу із зеленого мармуру «Верде-гватемала». На вершинах колон — світильники оригінальної форми. Підлога викладена чорним, сірим і червоним гранітом.